# Эберле, Адам
 .

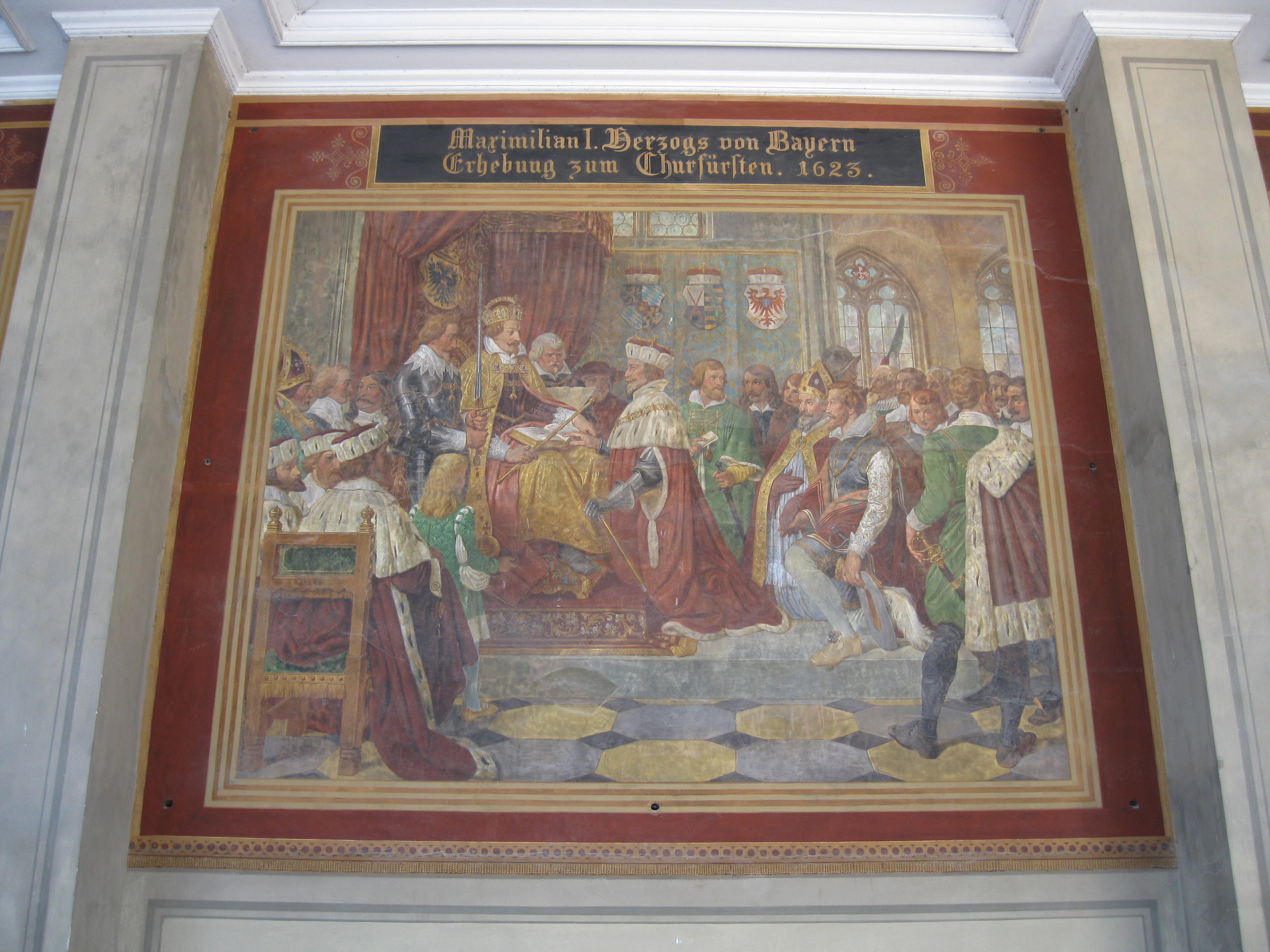
Возведение Максимилиана I герцога Баварского в курфюрсты. 1623 г. Фреска в аркадах мюнхенского парка Хофгартен

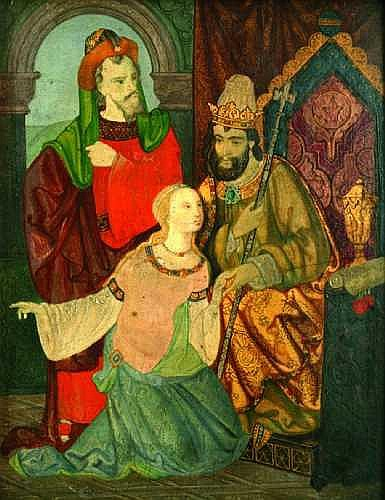

Адам Эберле (нем. Adam Eberle; 27 марта 1804, Аахен — 15 апреля 1832, Рим) — немецкий исторический живописец, литограф. Представитель эпохи романтизма.

## Биография
Сын слесаря. По совету отца поступил в дюссельдорфскую академию художеств.
Один из самых талантливых учеников Корнелиуса в дюссельдорфской академии художеств, последовавший за ним в Мюнхен, когда тот был приглашен в этот город, и продолжавший пользоваться также и там его руководством.
В бытность свою в Мюнхене написал в Одеоне фресковую картину «Аполлон среди пастухов» и в аркадах дворцового сада Хофгартен изображение баварского герцога Максимилиана I. Участвовал в оформлении Глиптотеки.
С 1829 года работал в Риме, где и умер.
Обладал богатой фантазией и чувством красок, прекрасно знал рисунок и умел удачно справляться с трудными многофигурными композициями. Лучшие из его произведений — исполненные епией картины: «Иудеи, плачущие в плену вавилонском» и «Путешествие апостолов Петра и Павла в Рим».